# Agnes von Fulach
Agnes von Fulach (* vor 1420; † (nach) 1454) war eine Schaffhauser Benediktinerin und Klostervorsteherin.
Agnes von Fulach war das jüngste Kind des Schaffhauser Bürgermeisters Konrad von Fulach und der Margaretha von Mandach. Wie ihre Verwandten Margaretha und Elsbeth Im Thurn trat sie in das Kloster St. Agnes in Schaffhausen ein. Im Jahr 1433 wurde sie erstmals als Schwester erwähnt.
Im Jahr 1444 ist von Fulach als Priorin und sechs Jahre später als Meisterin bezeugt. Für ihr Kloster sowie das Kloster zu Allerheiligen stiftete sie verschiedene Jahrzeitmessen. Sie wird letztmals 1454 erwähnt, als sie den Benediktusaltar im Chor von St. Agnes errichten liess.

## Belege
1. 1 2  Martina Wehrli-Johns: Agnes von Fulach. In: Historisches Lexikon der Schweiz.  15. April 2005.

| Personendaten    | Personendaten                   |
| ---------------- | ------------------------------- |
| NAME             | Fulach, Agnes von               |
| KURZBESCHREIBUNG | Schaffhauser Klostervorsteherin |
| GEBURTSDATUM     | vor 1420                        |
| STERBEDATUM      | nach 1453                       |